# كوارتر مورين
كوارتر مورين هي مدينة من مدن هايتي. يبلغ عدد سكانها 19,241 نسمة وذلك حسب إحصائيات سنة 2003. يبلغ ارتفاع المدينة عن سطح البحر قرابة 8 متر.

## أعلام
- بول ماغلوار